# گورستان سعدوند علیا (ه - ۶۲)
قبرستان سعدوند علیا (هـ - ۶۲) در شهرستان هرسین، روستای سعدوند علیا، واقع شده است.
این اثر مربوط به دوره اشکانیان است و در تاریخ ۲۴ فروردین ۱۳۸۲ با شمارهٔ ثبت ۸۱۶۹ به‌عنوان یکی از آثار ملی ایران به ثبت رسیده است.